# Thần tượng đối thần tượng (mùa 1)
Mùa đầu tiên của chương trình Thần tượng đối thần tượng được phát sóng trên kênh VTV3 từ ngày 23 tháng 5 năm 2021 đến ngày 27 tháng 11 năm 2021. Phí Nguyễn Thùy Linh là dẫn chương trình của mùa này, cùng với các Master là Nguyễn Hải Phong, cặp đôi Hà Lê - Nimbia và Khắc Hưng.
Đội EZ! đã giành vị trí quán quân của mùa này, trong khi hai đội Unimotion và Mỹ Anh đồng ngôi á quân.

## Sản xuất và phát sóng
Vào đầu tháng 4 năm 2021, Thần tượng đối thần tượng công bố việc khởi động sản xuất chương trình. Đầu tháng 5, chương trình công bố một loạt các poster, hé lộ 12 đội thi và các Master tham gia chương trình.
Tập đầu tiên đã được lên sóng vào ngày 23 tháng 5 năm 2021, với khung giờ ban đầu là 21:15 Chủ nhật hàng tuần. Bắt đầu từ tập 24, chương trình chuyển sang khung giờ 21:15 thứ Bảy, và duy trì khung giờ này đến hết mùa.
Chương trình đã phải thay đổi kế hoạch ghi hình liên tục vì những diễn biến phức tạp của đại dịch COVID-19 tại thành phố Hồ Chí Minh. Năm tập đầu tiên là những tập ghi hình có khán giả (đã được ghi hình trước ngày 27 tháng 4). Bắt đầu từ tập 6, chương trình chuyển sang ghi hình không có khán giả do ảnh hưởng của đại dịch COVID-19 và những quy định về giãn cách xã hội. Luật chơi và kế hoạch ghi hình cũng được thay đổi để đảm bảo giãn cách và phòng dịch hiệu quả. Sau tập 11, vì những diễn biến phức tạp của dịch tại Thành phố Hồ Chí Minh mà chương trình phải tạm ngừng các hoạt động ghi hình trên sân khấu và chuyển sang ghi hình tại nhà. Đại diện chương trình cho biết chương trình còn một đợt ghi hình cuối và chờ đợi sau khi hết giãn cách xã hội sẽ tiến hành ghi hình và phát sóng, đồng thời đảm bảo tuân thủ đầy đủ quy định của Bộ Y tế. Các hoạt động ghi hình những tập cuối (từ tập 23) đã được chương trình tiến hành ngay sau khi thành phố gỡ bỏ các quy định về giãn cách xã hội và đã phát sóng từ ngày 24 tháng 10.

## Đội hình
Đội hình của 12 đội thi đã được chương trình công bố vào đầu tháng 5 năm 2021. Khác với các mùa trước đây, mỗi đội chỉ có ca sĩ và nhà sản xuất, không có DJ hay các vũ công như các mùa của Hòa âm Ánh sáng.
In đậm: Quán quân
In nghiêng: Á quân
| Thứ tự | Đội              | Ca sỹ           | Nhà sản xuất | Master           |
| ------ | ---------------- | --------------- | ------------ | ---------------- |
| 01     | UNIMOTION        | Nhóm Uni5       | Nemo         | Nguyễn Hải Phong |
| 02     | 2C               | Cara            | CM1X         | Hà Lê - Nimbia   |
| 03     | ĐƯỜNG SỐ 10      | Ali Hoàng Dương | Duck V       | Khắc Hưng        |
| 04     | HAN SARA         | Han Sara        | T.R.I        | Nguyễn Hải Phong |
| 05     | FIRE CROWN       | Lona            | Kent Trần    | Hà Lê - Nimbia   |
| 06     | EZ!              | Erik            | Ninja Z      | Khắc Hưng        |
| 07     | 528HZ            | Quân A.P        | Dsmall       | Nguyễn Hải Phong |
| 08     | GIANG DANH       | Jsol            | ducpham.     | Khắc Hưng        |
| 09     | MỸ ANH           | Mỹ Anh          | Mỹ Anh       | Khắc Hưng        |
| 10     | THE ASTRO        | Thanh Duy       | NVM          | Hà Lê - Nimbia   |
| 11     | ORANGE JUICE     | Orange          | Monotape     | Hà Lê - Nimbia   |
| 12     | ANTI ANTI HEROES | VP Bá Vương     | TDK          | Nguyễn Hải Phong |

## Các tập phát sóng

### Vòng 1
Các thí sinh thể hiện tiết mục chào sân của mình. Kết thúc các tiết mục, thí sinh sẽ lựa chọn về với đội của (cặp) Master mà mình yêu thích. Mỗi Master sau vòng này sẽ sở hữu cho mình đội hình gồm 4 đội.
| Thứ tự                      | Đội                         | Bài hát (Sáng tác)                                                            | Master được chọn            |
| Tập 1 (23 tháng 5 năm 2021) | Tập 1 (23 tháng 5 năm 2021) | Tập 1 (23 tháng 5 năm 2021)                                                   | Tập 1 (23 tháng 5 năm 2021) |
| --------------------------- | --------------------------- | ----------------------------------------------------------------------------- | --------------------------- |
| MM                          | Khắc Hưng                   | "Bước đến bên em" (Khắc Hưng)                                                 | —                           |
| MM                          | Hà Lê - Nimbia              | Mashup: "Lose Yourself" - "I'm Not Afraid" (Eminem)                           | —                           |
| MM                          | Nguyễn Hải Phong            | Mashup: "Góc tối" - "Đôi mắt" - "Con ma" - "Bay" (Nguyễn Hải Phong)           | —                           |
| 1                           | Unimotion                   | "C'mon" (Huỳnh Hiền Năng)                                                     | Nguyễn Hải Phong            |
| 2                           | 2C                          | "Thôi miên" (Hứa Kim Tuyền)                                                   | Hà Lê - Nimbia              |
| 3                           | Đường số 10                 | "Anh muốn xăm tên em" (Châu Đăng Khoa)                                        | Khắc Hưng                   |
| 4                           | Han Sara                    | "Vì yêu là nhớ" (Only C)                                                      | Nguyễn Hải Phong            |
| 5                           | Fire Crown                  | "Sứ mệnh" (Phúc Bồ)                                                           | Hà Lê - Nimbia              |
| 6                           | EZ!                         | "Ghen" (Khắc Hưng)                                                            | Khắc Hưng                   |
| Tập 2 (30 tháng 5 năm 2021) |                             |                                                                               |                             |
| 7                           | 528 Hz                      | "You are my crush" (Nguyễn Jenda)                                             | Nguyễn Hải Phong            |
| 8                           | Giang Danh                  | Mashup: "Lặng" (Rhymastic) "Mascara" (Chillies) "Hiếm có khó tìm" (Khắc Hưng) | Khắc Hưng                   |
| 9                           | Mỹ Anh                      | "Got you" (Mỹ Anh)                                                            | Khắc Hưng                   |
| 10                          | The Astro                   | "Magic" (Thanh Duy)                                                           | Hà Lê - Nimbia              |
| 11                          | Orange Juice                | "Em hát ai nghe" (Trung Lu)                                                   | Hà Lê - Nimbia              |
| 12                          | Anti Anti Hero              | "Quan trọng là mình có nhau" (VP Bá Vương)                                    | Nguyễn Hải Phong            |

### Vòng 2
Mỗi tập là phần trình diễn của các thí sinh trong cùng một đội Master. Các thí sinh sẽ trình diễn một tiết mục của mình trên sân khấu. Mỗi Master có 300 triệu đồng; sau khi cả 4 đội thi trong đội của một Master trình diễn xong, Master sẽ phải chia số tiền thưởng này cho các thí sinh. Mỗi người trong hội đồng chuyên môn có 5 triệu đồng, sau khi kết thúc cả 12 tiết mục, mỗi người sẽ lựa chọn cho mình một đội mà mình yêu thích nhất để cộng thêm 5 triệu vào ngân sách của họ. Số tiền của mỗi đội thi nhận được sẽ quyết định thứ hạng của họ trên bảng xếp hạng riêng của từng đội Master và xác định đối thủ của mình ở vòng đấu tiếp theo.

#### Các tiết mục
| Thứ tự                                             | Đội                                        | Bài hát (Sáng tác) | Số tiền nhận được từ Master (đồng)         |
| Đội Khắc Hưng (tập 3 - 6 tháng 6 năm 2021)         | Đội Khắc Hưng (tập 3 - 6 tháng 6 năm 2021) | Đội Khắc Hưng (tập 3 - 6 tháng 6 năm 2021)                                                                                | Đội Khắc Hưng (tập 3 - 6 tháng 6 năm 2021) |
| -------------------------------------------------- | ------------------------------------------ | --- | ------------------------------------------ |
| 1                                                  | Giang Danh                                 | Mashup: "Từ chối nhẹ nhàng thôi" (Tiên Cookie) "Không cảm xúc" (Nguyễn Đình Vũ) "Trên tình bạn dưới tình yêu" (Khắc Hưng) | 80.000.000                                 |
| 2                                                  | Mỹ Anh                                     | Mashup: "Công chúa bong bóng" (Nguyễn Hoàng Linh) "Cô gái Trung Hoa" (Sỹ Luân)                                            | 60.000.000                                 |
| 3                                                  | Đường số 10                                | "Theo anh" (Nguyễn Minh Cường)                                                                                            | 50.000.000                                 |
| 4                                                  | EZ!                                        | "Kẻ cắp gặp bà già" (DTAP)                                                                                                | 110.000.000                                |
| Đội Hà Lê - Nimbia (tập 4 - 13 tháng 6 năm 2021)   |                                            | |                                            |
| 1                                                  | Orange Juice                               | "Hoang mang" (Võ Hoài Phúc)                                                                                               | 70.000.000                                 |
| 2                                                  | Fire Crown                                 | "OK" (Binz) | 60.000.000                                 |
| 3                                                  | 2C                                         | "Ai cần ai" (Hứa Kim Tuyền)                                                                                               | 80.000.000                                 |
| 4                                                  | The Astro                                  | "Tình anh bán chiếu" (Thanh Duy)                                                                                          | 90.000.000                                 |
| Đội Nguyễn Hải Phong (tập 5 - 20 tháng 6 năm 2021) |                                            | |                                            |
| 1                                                  | Unimotion                                  | "Ngày chưa giông bão" (Phan Mạnh Quỳnh)                                                                                   | 100.000.000                                |
| 2                                                  | Han Sara                                   | Mashup: "Xin đừng nhấc máy" - "Giữ lấy làm gì" (Bray - Grey D (Monstar))                                                  | 50.000.000                                 |
| 3                                                  | 528 Hz                                     | Mashup: "Cô bé mùa đông" (Phạm Toàn Thắng) "Tuyết yêu thương" (Young Uno)                                                 | 30.000.000                                 |
| 4                                                  | Anti Anti Hero                             | "Hai đứa điên" (VP Bá Vương)                                                                                              | 120.000.000                                |

Ghi chú
1. ↑  Đối với tổng số tiền của đội sau vòng 2, xem phần #Kết quả.

#### Kết quả
| Thứ hạng | Đội Khắc Hưng | Đội Khắc Hưng            | Đội Hà Lê - Nimbia | Đội Hà Lê - Nimbia       | Đội Nguyễn Hải Phong | Đội Nguyễn Hải Phong     |
| Thứ hạng | Đội           | Số tiền nhận được (đồng) | Đội                | Số tiền nhận được (đồng) | Đội                  | Số tiền nhận được (đồng) |
| -------- | ------------- | ------------------------ | ------------------ | ------------------------ | -------------------- | ------------------------ |
| 1        | EZ!           | 110.000.000              | The Astro          | 90.000.000               | Anti Anti Hero       | 120.000.000              |
| 2        | Giang Danh    | 80.000.000               | 2C                 | 80.000.000               | Unimotion            | 105.000.000              |
| 3        | Mỹ Anh        | 70.000.000               | Fire Crown         | 75.000.000               | Han Sara             | 55.000.000               |
| 4        | Đường số 10   | 50.000.000               | Orange Juice       | 70.000.000               | 528 Hz               | 45.000.000               |

### Vòng 3
Mỗi tập phát sóng sẽ là cuộc đối đầu của các đội giữa hai đội Master. Căn cứ vào kết quả vòng trước, 6 trận đấu ở vòng 3 được hình thành:
- Đội nhất bảng đội Khắc Hưng đối đầu với đội đứng thứ tư bảng đội Hà Lê - Nimbia;
- Đội nhất bảng đội Nguyễn Hải Phong đối đầu với đội đứng thứ tư bảng đội Khắc Hưng;
- Đội nhất bảng đội Hà Lê - Nimbia đối đầu với đội đứng thứ tư bảng đội Nguyễn Hải Phong;
- Tương tự, đội nhì bảng này sẽ đối đầu với đội đứng thứ ba bảng kia theo quy tắc trên.

Trong mỗi cặp đấu, mỗi đội thi sẽ trình diễn một tiết mục trên sân khấu. Kết thúc phần trình diễn của cả hai đội thi trong một trận đấu, hội đồng bình chọn và Master không có đội thi thi đấu ở cặp đấu đó sẽ chấm điểm cho các đội theo thang điểm 10. Đội thi có điểm số cao hơn sẽ giành chiến thắng và nhận được số tiền tương ứng với mức tỷ lệ đặt cược (30%, 50%, 70%, do đội có số tiền thấp hơn đưa ra trước khi bắt đầu trận đấu). Đội thua sẽ mất số tiền tương ứng với mức tỷ lệ đặt cược đó. Kết thúc vòng này, số tiền của các đội sẽ quyết định thứ hạng của các đội trên bảng xếp hạng và đối thủ tiếp theo của mình ở vòng 4.

#### Các trận đấu
| Thứ tự                                                         | Đội                                                        | Bài hát (Sáng tác)                                                                       | Tổng điểm                                                  | Mức đặt cược                                               |
| Nguyễn Hải Phong v Khắc Hưng (tập 6 - 27 tháng 6 năm 2021)     | Nguyễn Hải Phong v Khắc Hưng (tập 6 - 27 tháng 6 năm 2021) | Nguyễn Hải Phong v Khắc Hưng (tập 6 - 27 tháng 6 năm 2021)                               | Nguyễn Hải Phong v Khắc Hưng (tập 6 - 27 tháng 6 năm 2021) | Nguyễn Hải Phong v Khắc Hưng (tập 6 - 27 tháng 6 năm 2021) |
| -------------------------------------------------------------- | ---------------------------------------------------------- | ---------------------------------------------------------------------------------------- | ---------------------------------------------------------- | ---------------------------------------------------------- |
| 1                                                              | Anti Anti Hero (N)                                         | "Cục đá" (VP Bá Vương)                                                                   | 68,5                                                       | 50%                                                        |
| 1                                                              | Đường số 10 (K)                                            | "Quên tên em" (Duck V)                                                                   | 63                                                         | 50%                                                        |
| 2                                                              | Mỹ Anh (K)                                                 | "Yên" (Mỹ Anh)                                                                           | 67,5                                                       | 30%                                                        |
| 2                                                              | Unimotion (N)                                              | "Không cảm xúc" (Nguyễn Đình Vũ)                                                         | 67                                                         | 30%                                                        |
| Hà Lê - Nimbia v Nguyễn Hải Phong (tập 7 - 4 tháng 7 năm 2021) |                                                            |                                                                                          |                                                            |                                                            |
| 1                                                              | The Astro (HN)                                             | "Thở ra thở vào" (Thanh Duy)                                                             | 62                                                         | 70%                                                        |
| 1                                                              | 528 Hz (N)                                                 | Mashup: "Giao duyên" (Weeza) "Ngồi tựa mạn thuyền" (Dân ca quan họ Bắc Ninh)             | 65                                                         | 70%                                                        |
| 2                                                              | 2C (HN)                                                    | "Ước mơ của mẹ" (Hứa Kim Tuyền)                                                          | 62,5                                                       | 50%                                                        |
| 2                                                              | Han Sara (N)                                               | "Giảm cân" (T.R.I)                                                                       | 62                                                         | 50%                                                        |
| Khắc Hưng v Hà Lê - Nimbia (tập 8 - 11 tháng 7 năm 2021)       |                                                            |                                                                                          |                                                            |                                                            |
| 1                                                              | Fire Crown (HN)                                            | Mashup: "Rather Be" (Clean Bandit) "September Flower" (Touliver, Rhymastic, Trà My Idol) | 61                                                         | 30%                                                        |
| 1                                                              | Giang Danh (K)                                             | "Độc thân" (Khắc Hưng)                                                                   | 65                                                         | 30%                                                        |
| 2                                                              | EZ! (K)                                                    | "Vì anh là vậy" (Mew Amazing ft. Trọng Hiếu)                                             | 66,5                                                       | 70%                                                        |
| 2                                                              | Orange Juice (HN)                                          | "Thật bất hạnh" (Mew Amazing)                                                            | 64                                                         | 70%                                                        |

#### Kết quả
| Thứ hạng | Đội                | Số tiền nhận được (đồng) | Bảng |
| -------- | ------------------ | ------------------------ | ---- |
| 1        | EZ! (K)            | 159.000.000              | A    |
| 2        | Anti Anti Hero (N) | 145.000.000              | A    |
| 3        | 528 Hz (N)         | 108.000.000              | A    |
| 4        | 2C (HN)            | 107.500.000              | A    |
| 5        | Giang Danh (K)     | 102.500.000              | A    |
| 6        | Mỹ Anh (K)         | 101.500.000              | A    |
| 7        | Unimotion (N)      | 73.500.000               | B    |
| 8        | Fire Crown (HN)    | 52.500.000               | B    |
| 9        | Han Sara (N)       | 27.500.000               | B    |
| 10       | The Astro (HN)     | 27.000.000               | B    |
| 11       | Đường số 10 (K)    | 25.000.000               | B    |
| 12       | Orange Juice (HN)  | 21.000.000               | B    |

### Vòng 4
Luật chơi tương tự vòng 3, chỉ khác về quy tắc xếp các cặp đấu. Cụ thể, dựa trên bảng xếp hạng của vòng 3, đội nhất của bảng này sẽ đối đầu với đội đứng cuối bảng kia; tương tự, đội nhì bảng này đối đầu với đội đứng thứ năm bảng kia, và đội đứng thứ ba bảng này đối đầu với đội đứng thứ tư bảng kia. Kết thúc vòng đấu này, số tiền hiện có của mỗi đội sẽ quyết định thứ tự của họ trên bảng xếp hạng.

#### Các trận đấu
| Thứ tự                       | Đội                         | Bài hát (Sáng tác)                                                                | Tổng điểm                   | Mức đặt cược                |
| Tập 9 (18 tháng 7 năm 2021)  | Tập 9 (18 tháng 7 năm 2021) | Tập 9 (18 tháng 7 năm 2021)                                                       | Tập 9 (18 tháng 7 năm 2021) | Tập 9 (18 tháng 7 năm 2021) |
| ---------------------------- | --------------------------- | --------------------------------------------------------------------------------- | --------------------------- | --------------------------- |
| 1                            | Anti Anti Hero (N)          | "Biệt phủ" (Sample "Có đôi thượng ngàn") (VP Bá Vương)                            | 68,5                        | 70%                         |
| 1                            | Đường số 10 (K)             | "Tối nay qua nhà anh" (Duck V)                                                    | 66                          | 70%                         |
| 2                            | Unimotion (N)               | "Cha già rồi đúng không?" (Phạm Hồng Phước)                                       | 69                          | 70%                         |
| 2                            | Mỹ Anh (K)                  | "Real Love" (JustaTee & Kimmese)                                                  | 68                          | 70%                         |
| Tập 10 (25 tháng 7 năm 2021) |                             |                                                                                   |                             |                             |
| 1                            | 528 Hz (N)                  | "Ông Bụt" (Weeza và DSmall)                                                       | 63                          | 70%                         |
| 1                            | The Astro (HN)              | "Ba đâyyy" (Thanh Duy)                                                            | 64                          | 70%                         |
| 2                            | Han Sara (N)                | "Thế quái nào?" (Huỳnh Hiền Năng)                                                 | 65                          | 70%                         |
| 2                            | 2C (HN)                     | "Cầu duyên" (Hứa Kim Tuyền)                                                       | 63                          | 70%                         |
| Tập 11 (1 tháng 8 năm 2021)  |                             |                                                                                   |                             |                             |
| 1                            | EZ! (K)                     | Mashup: "Muộn rồi mà sao còn?" (Sơn Tùng M-TP) "Yêu 5" (Rhymastic)                | 68                          | 70%                         |
| 1                            | Orange Juice (HN)           | "Vè nói ngược" (Orange)                                                           | 62,5                        | 70%                         |
| 2                            | Fire Crown (HN)             | "Nhất chi mai" (phổ thơ "Cáo tật thị chúng") (Nhạc: Nguyễn Minh Cường, rap: Lona) | 68                          | 50%                         |
| 2                            | Giang Danh (K)              | "Khi tôi 20" (Võ Thiện Thanh)                                                     | 65,5                        | 50%                         |

#### Kết quả
| Thứ hạng | Đội                | Số tiền nhận được (đồng) | Bảng |
| -------- | ------------------ | ------------------------ | ---- |
| 1        | EZ! (K)            | 173.700.000              | A    |
| 2        | Anti Anti Hero (N) | 162.500.000              | A    |
| 3        | Unimotion (N)      | 144.550.000              | A    |
| 4        | Fire Crown (HN)    | 103.750.000              | A    |
| 5        | Han Sara (N)       | 102.750.000              | A    |
| 6        | The Astro (HN)     | 102.600.000              | A    |
| 7        | Giang Danh (K)     | 51.250.000               | B    |
| 8        | 528 Hz (N)         | 32.400.000               | B    |
| 9        | 2C (HN)            | 32.250.000               | B    |
| 10       | Mỹ Anh (K)         | 30.450.000               | B    |
| 11       | Đường số 10 (K)    | 7.500.000                | B    |
| 12       | Orange Juice (HN)  | 6.300.000                | B    |

### Ghi hình tại nhà
Từ tập 12 đến hết tập 22, vì những diễn biến phức tạp của dịch tại Thành phố Hồ Chí Minh mà chương trình phải tạm ngừng các hoạt động ghi hình trên sân khấu và chuyển sang ghi hình tại nhà. Trong thời gian chờ đợi ghi hình trở lại, các thí sinh đã sáng tác những ca khúc của mình để dành tặng khán giả.
| Đội, thí sinh hoặc khách mời                                                                        | Bài hát (Sáng tác)                                                                                     |
| Tập 12 (8 tháng 8 năm 2021) (Chủ đề: Những chuyện chưa kể)                                          | Tập 12 (8 tháng 8 năm 2021) (Chủ đề: Những chuyện chưa kể)                                             |
| --------------------------------------------------------------------------------------------------- | --- |
| Mỹ Anh                                                                                              | "Tonight You Belong To Me" (David Lee David, Billy Rose)                                               |
| Tập 13 (15 tháng 8 năm 2021)                                                                        | |
| Han Sara                                                                                            | "Giảm cân" (T.R.I)                                                                                     |
| Đường số 10                                                                                         | "Tối nay qua nhà anh" (Duck V)                                                                         |
| Tập 14 (22 tháng 8 năm 2021) (Chủ đề: Lan tỏa thông điệp tích cực vượt qua đại dịch)                | |
| Unimotion                                                                                           | "Bài ca cách ly" (Tùng Maru)                                                                           |
| The Astro                                                                                           | Mashup: "Lý ngựa ô" (Nguyễn Hữu Ba) "Old Town Road" (Lil Nas X)                                        |
| Đường số 10                                                                                         | "Take Me to Your Heart" (Khắc Triệu)                                                                   |
| Anti Anti Heroes                                                                                    | "Biệt phủ" (VP Bá Vương)                                                                               |
| Fire Crown                                                                                          | "Nổi lửa lên em" (Huy Du - rap: Lona)                                                                  |
| Tập 15 (29 tháng 8 năm 2021)                                                                        | |
| Han Sara                                                                                            | "To The Moon" (Hooligan)                                                                               |
| 528 Hz                                                                                              | "Nhắn tới khoảng trời em" (Trung Thông)                                                                |
| Orange Juice                                                                                        | "Em hát ai nghe" (original ver.) (Orange)                                                              |
| EZ!                                                                                                 | "Dịu dàng em đến" (Redt - lời: Redt, Kata Trần (DTAP))                                                 |
| Tập 16 (5 tháng 9 năm 2021)                                                                         | |
| Giang Danh                                                                                          | "Mẹ ơi con được lên TV" (Khắc Hưng)                                                                    |
| Fire Crown                                                                                          | "Nhất chi mai" (phổ thơ "Cáo tật thị chúng") (Nhạc: Nguyễn Minh Cường, rap: Lona)                      |
| 2C                                                                                                  | "This Way" (Khắc Hưng)                                                                                 |
| Dàn nghệ sĩ The Heroes                                                                              | "Hoan hô người chiến sĩ tuyến đầu" (Nhạc và lời: Lưu Thiên Hương, hòa âm phối khí: Duck V)             |
| Tập 17 (12 tháng 9 năm 2021)                                                                        | |
| 2C                                                                                                  | "Nối vòng tay lớn" (Trịnh Công Sơn)                                                                    |
| Đường số 10                                                                                         | "Niềm tin chiến thắng" (Lê Quang)                                                                      |
| The Astro                                                                                           | "Bài ngợi ca quê hương" (Thanh Sơn)                                                                    |
| Dàn nghệ sĩ The Heroes                                                                              | "Hơi thở Việt Nam" (Hồ Hoài Anh)                                                                       |
| Tập 18 (19 tháng 9 năm 2021)                                                                        | |
| Han Sara                                                                                            | Mashup: "Hello Việt Nam" - "Ghen Cô Vy" (Marc Lavoine - Khắc Hưng)                                     |
| Fire Crown                                                                                          | Mashup: "Mong ước bình thường" (Đinh Mạnh Ninh) "Việt Nam tử tế" (DTAP) (Rap: Lona)                    |
| Khắc Hưng                                                                                           | "Tự nguyện" (Trương Quốc Khánh)                                                                        |
| Dablo, ICD, Ngắn, Weeza, Nhật Hoàng (King of Rap)                                                   | "The Heroes" (rap cypher)                                                                              |
| Tập 19 (26 tháng 9 năm 2021) (Chủ đề: Âm nhạc vỗ về nỗi niềm mùa dịch)                              | |
| Erik ft. Han Sara                                                                                   | "Chưa bao giờ mẹ kể" (Châu Đăng Khoa)                                                                  |
| Mỹ Anh                                                                                              | "Can't Take My Eyes Off You" (Bob Crewe, Bob Gaudio)                                                   |
| Anti Anti Heroes                                                                                    | "Cục đá" (VP Bá Vương)                                                                                 |
| Unimotion                                                                                           | "Việt Nam chiến thắng" (Winner) (Lục Huy)                                                              |
| Dàn nghệ sĩ The Heroes                                                                              | "We Are the World" (Michael Jackson & Lionel Richie, hòa âm phối khí: Kent Trần, mix master: Lồng Đèn) |
| Tập 20 (3 tháng 10 năm 2021) (Show nhạc online, khách mời đặc biệt: Vũ Cát Tường)                   | |
| Vũ Cát Tường ft. Han Sara                                                                           | "Come Back Home" (Vũ Cát Tường)                                                                        |
| Vũ Cát Tường ft. Ali Hoàng Dương                                                                    | "Hành tinh ánh sáng" (Vũ Cát Tường)                                                                    |
| Lona ft. Vũ Cát Tường                                                                               | Mashup: "Stardom" - "Don't You Go" (Vũ Cát Tường)                                                      |
| Vũ Cát Tường                                                                                        | "Một triệu năm ánh sáng" (Vũ Cát Tường)                                                                |
| Tập 21 (10 tháng 10 năm 2021) (Đêm nhạc live band)                                                  | |
| The Astro                                                                                           | "Tình anh bán chiếu" (Thanh Duy)                                                                       |
| Orange & Erik                                                                                       | "Thời gian sẽ trả lời" (Tiên Cookie)                                                                   |
| Erik                                                                                                | Mashup: "Răng khôn" (Rin9) "Có hẹn với thanh xuân" (Nicky và Grey D)                                   |
| JSol ft. Hoàng Duyên                                                                                | "Bốn chữ lắm" (Phạm Toàn Thắng)                                                                        |
| Tập 22 (17 tháng 10 năm 2021) (Đêm nhạc live band - Chủ đề: Âm nhạc chào cuộc sống bình thường mới) | |
| Unimotion                                                                                           | "Hãy khóc trên vai anh" (Uni5)                                                                         |
| 2C                                                                                                  | "How to Love" (Cara, Đinh Trang, D'Cee)                                                                |
| TDK                                                                                                 | "Chờ cơn mưa" (Vũ Minh Tâm)                                                                            |
| VP Bá Vương                                                                                         | "Vui đi từng ngày" (VP Bá Vương)                                                                       |

### Bán kết
Sau vòng đấu thứ 4, việc phân chia các cặp đấu phụ thuộc vào lựa chọn của các đội có số tiền thấp hơn ở bảng B theo quy tắc:
- Đội có số tiền thấp nhất ở bảng B được ưu tiên lựa chọn 1 trong 6 đội ở bảng A (không thuộc cùng một đội Master mà đội đang chọn thuộc về);
- Đội có số tiền thấp thứ 5 ở bảng B được chọn 1 trong 5 đội không phải đội mà đội đứng cuối bảng B đã lựa chọn.

Cứ như vậy, các cặp đấu ở vòng bán kết sẽ được lập ra.
Các thí sinh sẽ tiếp tục thể hiện một tiết mục do mình sáng tác trên sân khấu (trong trường hợp thí sinh không thể đến trường quay để trình diễn, chương trình cho phép thí sinh trình diễn tại nhà hoặc tại một sân khấu khác). Kết thúc phần thi của cả hai thí sinh trong cùng một trận đấu, hội đồng giám khảo cùng Master không có thí sinh tham gia thi đấu và 10 đội còn lại không thi đấu sẽ chấm điểm cho các thí sinh. Số điểm được quy đổi như sau:
- Điểm của Master được quy đổi thành 50% số điểm của thí sinh trên thang điểm 10;
- Tổng điểm của hội đồng giám khảo được quy đổi thành 30% số điểm của thí sinh trên thang điểm 10;
- Tổng điểm của 10 đội còn lại được quy đổi thành 20% số điểm của thí sinh trên thang điểm 10.

Đội có số điểm cao hơn sẽ giành chiến thắng và giành được số tiền tương ứng với mức đặt cược (do đội có số tiền ít hơn đặt cược trước trận đấu, giá trị đặt cược là 10-20-30-40-50-60-70-80-90 phần trăm số tiền hiện có). Đội có số điểm thấp hơn sẽ bị mất đi số tiền tương ứng với mức đặt cược đó. Kết thúc vòng đấu này, số tiền các thí sinh có được sẽ quyết định thứ hạng của họ trên bảng xếp hạng.

#### Các trận đấu
| Thứ tự                        | Đội                           | Bài hát (Sáng tác)                                                       | Điểm thành phần               | Điểm thành phần               | Điểm thành phần               | Điểm thang 10                 | Mức đặt cược                  |
| Thứ tự                        | Đội                           | Bài hát (Sáng tác)                                                       | Master                        | HĐGK                          | Teams                         | Điểm thang 10                 | Mức đặt cược                  |
| Tập 23 (24 tháng 10 năm 2021) | Tập 23 (24 tháng 10 năm 2021) | Tập 23 (24 tháng 10 năm 2021)                                            | Tập 23 (24 tháng 10 năm 2021) | Tập 23 (24 tháng 10 năm 2021) | Tập 23 (24 tháng 10 năm 2021) | Tập 23 (24 tháng 10 năm 2021) | Tập 23 (24 tháng 10 năm 2021) |
| ----------------------------- | ----------------------------- | ------------------------------------------------------------------------ | ----------------------------- | ----------------------------- | ----------------------------- | ----------------------------- | ----------------------------- |
| 1                             | Anti Anti Hero (N)            | "Tự nguyện" (Trương Quốc Khánh)                                          | 9 (qđ. 4,5)                   | 56 (qđ. 2,8)                  | 91 (qđ. 1,82)                 | 9,12                          | 70%                           |
| 1                             | Orange Juice (HN)             | "Money Money Money" (ABBA)                                               | 9,5 (qđ. 4,75)                | 53,5 (qđ. 2,675)              | 94,5 (qđ. 1,89)               | 9,315                         | 70%                           |
| 2                             | Han Sara (N)                  | "Yêu nhau ghét nhau" (Vy Nhật Tảo)                                       | 9 (qđ. 4,5)                   | 57 (qđ. 2,85)                 | 94,5 (qđ. 1,89)               | 9,24                          | 70%                           |
| 2                             | Giang Danh (K)                | "Lâu đài tình ái" (Trần Thiện Thanh - lời rap: Kuboss)                   | 9,5 (qđ. 4,75)                | 58 (qđ. 2,9)                  | 92,5 (qđ. 1,85)               | 9,5                           | 70%                           |
| 3                             | EZ! (K)                       | "Nam quốc sơn hà" (DTAP - Hành Or - RTee)                                | 9,5 (qđ. 4,75)                | 57,5 (qđ. 2,875)              | 97 (qđ. 1,94)                 | 9,565                         | 70%                           |
| 3                             | 528 Hz (N)                    | "Dậy mà đi" (nhạc: Nguyễn Xuân Tân - thơ: Tố Hữu - lời mới: Kiên, Weeza) | 9 (qđ. 4,5)                   | 54 (qđ. 2,7)                  | 92 (qđ. 1,84)                 | 9,04                          | 70%                           |
| Tập 24 (30 tháng 10 năm 2021) |                               |                                                                          |                               |                               |                               |                               |                               |
| 1                             | Fire Crown (HN)               | "Dự báo thời tiết" (Lona)                                                | 9 (qđ. 4,5)                   | 53 (qđ. 2,65)                 | 89,5 (qđ. 1,79)               | 8,94                          | 90%                           |
| 1                             | Đường số 10 (K)               | "Lang thang team anh" (Duck V)                                           | 9,5 (qđ. 4,75)                | 56,5 (qđ. 2,825)              | 93 (qđ. 1,86)                 | 9,435                         | 90%                           |
| 2                             | Unimotion (N)                 | "Chuyện nàng trinh nữ tên Thi" (Hoàng Thi Thơ, lời rap: Uni5)            | 9,5 (qđ. 4,75)                | 57 (qđ. 2,85)                 | 91 (qđ. 1,82)                 | 9,42                          | 90%                           |
| 2                             | 2C (HN)                       | "Mây và núi" (new version) (Vĩnh Tâm, lời rap: Cara)                     | 9,5 (qđ. 4,75)                | 56 (qđ. 2,8)                  | 92,5 (qđ. 1,85)               | 9,4                           | 90%                           |
| 3                             | Mỹ Anh (K)                    | "Một ngày mới" (Huy Tuấn)                                                | 9 (qđ. 4,5)                   | 57 (qđ. 2,85)                 | 92 (qđ. 1,84)                 | 9,19                          | 90%                           |
| 3                             | The Astro (HN)                | "0h00" (0 giờ) (Phạm Trần Phương)                                        | 8,5 (qđ. 4,25)                | 57,5 (qđ. 2,875)              | 94 (qđ. 1,88)                 | 9,005                         | 90%                           |

#### Kết quả
| Thứ hạng | Đội                | Số tiền nhận được (đồng) | Bảng |
| -------- | ------------------ | ------------------------ | ---- |
| 1        | EZ! (K)            | 196.380.000              | A    |
| 2        | Unimotion (N)      | 173.575.000              | A    |
| 3        | Giang Danh (K)     | 123.175.000              | A    |
| 4        | Mỹ Anh (K)         | 122.790.000              | A    |
| 5        | Orange Juice (HN)  | 120.050.000              | A    |
| 6        | Đường số 10 (K)    | 100.875.000              | A    |
| 7        | Anti Anti Hero (N) | 48.750.000               | B    |
| 8        | Han Sara (N)       | 30.825.000               | B    |
| 9        | Fire Crown (HN)    | 10.375.000               | B    |
| 10       | The Astro (HN)     | 10.260.000               | B    |
| 11       | 528 Hz (N)         | 9.720.000                | B    |
| 12       | 2C (HN)            | 3.225.000                | B    |

### Chung kết
Vòng này có hai đêm: Chung kết 1 và Chung kết xếp hạng (chung kết 2). Đội thắng các trận đấu ở chung kết 1 sẽ được bước tiếp vào chung kết xếp hạng, đội thua sẽ bị loại.

#### Chung kết 1
Các cặp đấu tại đêm chung kết 1 được thiết lập dựa trên luật bắt căp như tại vòng bán kết. Các thí sinh sẽ thể hiện một tiết mục do mình sáng tác trên sân khấu (trong trường hợp thí sinh không thể đến trường quay để trình diễn, chương trình cho phép thí sinh trình diễn tại nhà hoặc tại một sân khấu khác). Kết thúc phần thi của cả hai thí sinh trong cùng một trận đấu, hội đồng giám khảo cùng Master không có thí sinh tham gia thi đấu và 10 đội còn lại không thi đấu sẽ chấm điểm cho các thí sinh. Số điểm được quy đổi như sau:
- Tổng điểm của Master và hội đồng giám khảo được quy đổi thành 70% số điểm của thí sinh trên thang điểm 10;
- Tổng điểm của 10 đội còn lại được quy đổi thành 30% số điểm của thí sinh trên thang điểm 10.

Đội có tổng điểm cao hơn sẽ giành chiến thắng và nhận được số tiền tương ứng với tỷ lệ đặt cược (do đội có số tiền ít hơn đặt cược trước trận đấu, giá trị đặt cược là số tròn chục). Đội có số điểm thấp hơn sẽ bị loại khỏi chương trình. Kết thúc vòng này, chỉ có 6 đội giành chiến thắng trong 6 cặp đấu của đêm chung kết 1 được bước tiếp vào đêm chung kết xếp hạng, số tiền các đội có được sẽ quyết định thứ tự của họ trên bảng xếp hạng.

##### Các trận đấu
| Thứ tự                        | Đội                          | Bài hát (Sáng tác)                                                                         | Điểm thành phần              | Điểm thành phần              | Điểm thang 10                | Mức đặt cược                 |
| Thứ tự                        | Đội                          | Bài hát (Sáng tác)                                                                         | Master & HĐGK                | Teams                        | Điểm thang 10                | Mức đặt cược                 |
| Tập 25 (6 tháng 11 năm 2021)  | Tập 25 (6 tháng 11 năm 2021) | Tập 25 (6 tháng 11 năm 2021)                                                               | Tập 25 (6 tháng 11 năm 2021) | Tập 25 (6 tháng 11 năm 2021) | Tập 25 (6 tháng 11 năm 2021) | Tập 25 (6 tháng 11 năm 2021) |
| ----------------------------- | ---------------------------- | ------------------------------------------------------------------------------------------ | ---------------------------- | ---------------------------- | ---------------------------- | ---------------------------- |
| 1                             | Orange Juice (HN)            | "I'm not a hero" (Orange)                                                                  | 65 (qđ. 6,5)                 | 96 (qđ. 2,88)                | 9,38                         | 90%                          |
| 1                             | 528 Hz (N)                   | "Tìm lại" (Microwave - Lời mới: Weeza)                                                     | 65,5 (qđ. 6,55)              | 93,5 (qđ. 2,805)             | 9,355                        | 90%                          |
| 2                             | Giang Danh (K)               | "Slam Dunk" (Khắc Hưng)                                                                    | 65,75 (qđ. 6,575)            | 93,5 (qđ. 2,805)             | 9,38                         | 90%                          |
| 2                             | The Astro (HN)               | Mashup: "Lý ngựa ô" (Dân ca Nam Bộ - Dân ca Huế) "Old Town Road" (Lil Nas)                 | 66 (qđ. 6,6)                 | 95 (qđ. 2,85)                | 9,45                         | 90%                          |
| 3                             | Đường số 10 (K)              | "Trong cơn say" (Khắc Hưng) (Ali Hoàng Dương ft. Hành Or)                                  | 67,5 (qđ. 6,75)              | 93,25 (qđ. 2,7975)           | 9,5475                       | 90%                          |
| 3                             | Han Sara (N)                 | "Cô gái Gen Z" (Lời rap: TSA)                                                              | 67,25 (qđ. 6,725)            | 94 (qđ. 2,82)                | 9,545                        | 90%                          |
| Tập 26 (13 tháng 11 năm 2021) |                              |                                                                                            |                              |                              |                              |                              |
| 1                             | Unimotion (N)                | "Bella Ciao" (nhạc Ý) (Originale - lời mới: Uni5)                                          | 67,25 (qđ. 6,725)            | 94 (qđ. 2,82)                | 9,545                        | 90%                          |
| 1                             | 2C (HN)                      | "Tập tầm vông" (Sample Toxic) (Hứa Kim Tuyền - lời rap: Cara)                              | 64 (qđ. 6,4)                 | 94,5 (qđ. 2,835)             | 9,235                        | 90%                          |
| 2                             | Mỹ Anh (K)                   | "60 năm cuộc đời" (Y Vân, phối khí - lời rap: Mỹ Anh)                                      | 68,75 (qđ. 6,875)            | 96 (qđ. 2,88)                | 9,755                        | 90%                          |
| 2                             | Fire Crown (HN)              | "Người hãy quên em đi" - "Nobody" (Khắc Hưng - Park Jin-Young, rap: Lona)                  | 67,5 (qđ. 6,75)              | 91,25 (qđ. 2,7375)           | 9,4875                       | 90%                          |
| 3                             | Anti Anti Hero (N)           | "Bài ca đi cày" (VP Bá Vương)                                                              | 67,5 (qđ. 6,75)              | 95,5 (qđ. 2,865)             | 9,615                        | 90%                          |
| 3                             | EZ! (K)                      | "Chỉ riêng mình ta" (Jerry Leiber - Mike Stoller, lời Việt: Lê Xuân Trường, lời rap: Mato) | 68,25 (qđ. 6,825)            | 96,75 (qđ. 2,9025)           | 9,7275                       | 90%                          |

##### Kết quả
| Thứ hạng | Đội               | Số tiền nhận được (đồng) |
| -------- | ----------------- | ------------------------ |
| 1        | EZ! (K)           | 240.255.000              |
| 2        | Unimotion (N)     | 176.478.000              |
| 3        | Mỹ Anh (K)        | 132.128.000              |
| 4        | Orange Juice (HN) | 128.798.000              |
| 5        | Đường số 10 (K)   | 128.618.000              |
| 6        | The Astro (HN)    | 121.118.000              |

#### Chung kết xếp hạng
Có ba trận đấu được chương trình bắt cặp với nhau. Các thí sinh sẽ thể hiện một tiết mục do mình sáng tác trên sân khấu (trong trường hợp thí sinh không thể đến trường quay để trình diễn, chương trình cho phép thí sinh trình diễn tại nhà hoặc tại một sân khấu khác). Kết thúc phần thi của cả hai thí sinh trong cùng một trận đấu, hội đồng giám khảo cùng Master không có thí sinh tham gia thi đấu và 4 đội còn lại không thi đấu sẽ chấm điểm cho các thí sinh. Số điểm được quy đổi như sau:
- Tổng điểm của Master và hội đồng giám khảo được quy đổi thành 70% số điểm của thí sinh trên thang điểm 10;
- Tổng điểm của 4 đội còn lại được quy đổi thành 30% số điểm của thí sinh trên thang điểm 10.

Đội có tổng điểm cao hơn sẽ giành chiến thắng và nhận được số tiền tương ứng với tỷ lệ đặt cược (do đội có số tiền ít hơn đặt cược trước trận đấu, giá trị đặt cược là số tròn chục và có thể cược tất. Giá trị này được giữ bí mật và chỉ được chương trình công bố sau khi cả ba trận đấu kết thúc). Kết thúc tất cả các trận đấu của vòng chung kết xếp hạng, số tiền còn lại của các đội chiến thắng trong các trận đấu sẽ quyết định thứ hạng chung cuộc của các đội trên bảng xếp hạng. Đội có số tiền cao nhất sẽ trở thành quán quân của chương trình, hai đội còn lại sẽ trở thành đồng á quân của chương trình.

##### Các trận đấu
| Thứ tự                        | Đội                           | Bài hát (Sáng tác)                                             | Điểm thành phần               | Điểm thành phần               | Điểm thang 10                 | Mức đặt cược                  |
| Thứ tự                        | Đội                           | Bài hát (Sáng tác)                                             | Master & HĐGK                 | Teams                         | Điểm thang 10                 | Mức đặt cược                  |
| Tập 27 (20 tháng 11 năm 2021) | Tập 27 (20 tháng 11 năm 2021) | Tập 27 (20 tháng 11 năm 2021)                                  | Tập 27 (20 tháng 11 năm 2021) | Tập 27 (20 tháng 11 năm 2021) | Tập 27 (20 tháng 11 năm 2021) | Tập 27 (20 tháng 11 năm 2021) |
| ----------------------------- | ----------------------------- | -------------------------------------------------------------- | ----------------------------- | ----------------------------- | ----------------------------- | ----------------------------- |
| KM                            | 2C (HN)                       | "Anh là số 1" (Khắc Hưng)                                      | —                             | —                             | —                             | —                             |
| 1                             | The Astro (HN)                | "Xập xình" (Thanh Duy)                                         | 66,75 (qđ. 6,675)             | 37,5 (qđ. 2,8125)             | 9,4875                        | 100%                          |
| 1                             | Unimotion (N)                 | "Unimotion" (Uni5)                                             | 69 (qđ. 6,9)                  | 38,25 (qđ. 2,86875)           | 9,76875                       | 100%                          |
| KM                            | 528 Hz (N)                    | "Anh thì không" (Sample: Toi Jamais - Michael Mallory) (Weeza) | —                             | —                             | —                             | —                             |
| 2                             | Orange Juice (HN)             | "Khi em lớn" (Orange - lời rap: ICD)                           | 67,25 (qđ. 6,725)             | 39,25 (qđ. 2,94375)           | 9,66875                       | 100%                          |
| 2                             | Mỹ Anh (K)                    | "Dancing Queen" (ABBA - rap: Mỹ Anh)                           | 67,75 (qđ. 6,775)             | 39 (qđ. 2,925)                | 9,7                           | 100%                          |
| Tập 28 (27 tháng 11 năm 2021) |                               |                                                                |                               |                               |                               |                               |
| KM                            | Giang Danh (K)                | "Trúng tim đen" (Khắc Hưng)                                    | —                             | —                             | —                             | —                             |
| KM                            | Fire Crown (HN)               | "Thích hay yêu còn chưa biết" (Đạt G)                          | —                             | —                             | —                             | —                             |
| 3                             | EZ! (K)                       | "Màu đỏ da vàng" (DTAP)                                        | 79,5 (qđ. 6,956)              | 39 (qđ. 2,925)                | 9,881                         | 100%                          |
| 3                             | Đường số 10 (K)               | "Thiêu thân" (Khắc Hưng)                                       | 79,25 (qđ. 6,9344)            | 38 (qđ. 2,55)                 | 9,7844                        | 100%                          |
| KM                            | Han Sara (N)                  | "It's Alright" (T.R.I)                                         | —                             | —                             | —                             | —                             |
| KM                            | Anti Anti Hero (N)            | "Wolf" (VP Bá Vương)                                           | —                             | —                             | —                             | —                             |

##### Kết quả
| Thứ hạng | Đội           | Danh hiệu |
| -------- | ------------- | --------- |
| 1        | EZ! (K)       | Quán quân |
| 2        | Unimotion (N) | Á quân    |
| 3        | Mỹ Anh (K)    | Á quân    |

##### Các giải thưởng phụ
Các giải thưởng cho những thí sinh tiêu biểu được trao tặng bởi T99 bao gồm:
- Thí sinh ấn tượng nhất: Lona
- Thí sinh phong cách nhất: VP Bá Vương
- Thí sinh bứt phá nhất: Ali Hoàng Dương
- Master được yêu thích nhất: Khắc Hưng

## Kết quả chung cuộc
Chú thích

     Quán quân
     Á quân
| Master           | Đội chơi    | Đội chơi   | Đội chơi   | Đội chơi         |
| ---------------- | ----------- | ---------- | ---------- | ---------------- |
| Nguyễn Hải Phong | UNIMOTION   | HAN SARA   | 528HZ      | ANTI ANTI HEROES |
| Hà Lê - Nimbia   | 2C          | FIRE CROWN | THE ASTRO  | ORANGE JUICE     |
| Khắc Hưng        | ĐƯỜNG SỐ 10 | EZ         | GIANG DANH | MỸ ANH           |

## Ảnh hưởng và đón nhận
Tối 27-11, đêm chung kết xếp hạng The Heroes (Thần tượng đối thần tượng 2021) diễn ra với phần tranh tài của Erik và Ali Hoàng Dương.
Nam ca sĩ Erik mang đến ca khúc "Máu đỏ da vàng" do DTAP sáng tác, từng được anh giới thiệu bản audio trước đó. Ca khúc có giai điệu sôi động, hào hùng, thể hiện niềm tự hào của người con Việt Nam mang dòng máu đỏ da vàng.
Ban giám khảo đánh giá cao thông điệp Erik muốn gửi gắm: "Dù ở đâu, làm gì, cũng đầy tự hào hô to hai tiếng Việt Nam!". Nhạc sĩ Nguyễn Hải Phong cho biết, anh rất vui và tự hào về thông điệp Erik lan tỏa.

### Tranh cãi
Tối 11 tháng 7 năm 2021, The Heroes đã diễn ra tập phát sóng thứ 8 với màn tranh tài giữa JSol - Lona và Erik - Orange. Kết thúc phần trình diễn, Erik đã nhận được nhiều lời khen thưởng từ các vị HLV và Giám khảo. Đáng chú ý, một nhà báo đã có một phép so sánh gây tranh cãi khi đánh giá Erik được ví von như "Ông hoàng nhạc Pop" Michael Jackson. Tiết mục của Erik mang đầy đủ những yếu tố mà cuộc thi The Heroes đang hướng đến. Các kỹ thuật hát, nhảy của Erik hoặc bản hòa âm phối khí của Ninja Z ở các vòng trước và kể cả vòng này thật sự rất được các khán giả hay hội đồng ban giám khảo yêu thích. Nhưng việc gọi Erik là "King Of Pop" hay quá lố hơn cả là ví von với "Ông hoàng nhạc Pop" Michael Jackson là điều rất khó chấp nhận.
Trong đêm chung kết 1 của chương trình "The Heroes" trên VTV3 phát sóng ngày 6 tháng 11 năm 2021, ca sĩ Han Sara biểu diễn ca khúc "Cô gái Gen Z". Ca khúc được làm lại trên nền nhạc EDM, kết hợp hát với rap. Nữ ca sĩ có nhiều câu rap đề cao nữ quyền, nhưng bù lại không chỉ thay đổi phần lời khi trình diễn ca khúc "Cô gái mở đường", cô cùng với dàn vũ công lại hở hang quá đà, không hề phù hợp, gây phản cảm.
Ca khúc cũng sử dụng 3 câu hát từ bản gốc "Cô gái mở đường" của nhạc sĩ Xuân Giao, được sáng tác trong thời kỳ chiến tranh Việt Nam. Ý tưởng táo bạo này đã nhận được sự lời khen từ các nhạc sĩ trong chương trình nhưng lại khiến Han Sara vấp phải không ít ý kiến trái chiều từ dân mạng. Một số khán giả cho rằng bản phối của nữ ca sĩ làm mất đi tính hào hùng, trang nghiêm của bản gốc.
Sau cùng, sản phẩm trên đã bị cắt khỏi bản full trên Youtube.